# Sergiu Muth
Sergiu Muth (n. 24 iunie 1990, Târnăveni) este un fotbalist român retras din activitate, care a evoluat pe postul de fundaș central la clubul din Liga I, ASA Târgu Mureș.